# Północnowschodni Uniwersytet Federalny
Północno-Wschodni Uniwersytet Federalny im. M. Ammosowa (ros. «Федеральное государственное автономное образовательное учреждение высшего образования «Северо-Восточный федеральный университет имени М.К. Аммосова», w skrócie – ФГАОУ ВО «СВФУ имени М.К. Аммосова», «Северо-Восточный федеральный университет», «СВФУ».) – rosyjska uczelnia publiczna w Jakucku.
Uczelnia powstała 2 kwietnia 2010. Uczelnią kieruje rektor, doktor nauk biologicznych Anatolij Nikołajew.

## Filie Uniwersytetu
- Instytut Politechniczny, Mirny;
- Instytut Techniczny, Nieriungri;
- Czukocka Filia Północno-Wschodniego Uniwersytetu Federalnego, Anadyr[1].